# Hey Diddle Diddle
Hey Diddle Diddle, còn được biết với tên gọi khác là The Cat and the Fiddle hay The Cow Jumped Over the Moon, là một bài thơ vần cho trẻ em bằng tiếng Anh. Bài này mang số chỉ mục là 19478 trong danh sách Roud Folk Song Index.

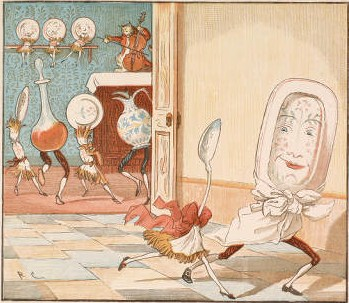
And the dish ran away with the spoon! (trang 10 trong tập thơ Hey diddle diddle and Baby bunting năm 1882)

## Hàm ý

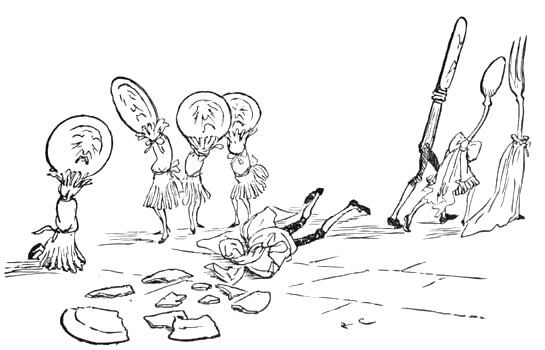
Cái kết buồn của muỗng và dĩa (trang 12 trong tập thơ Hey diddle diddle and Baby bunting năm 1882)